# Triskaidekaphobie

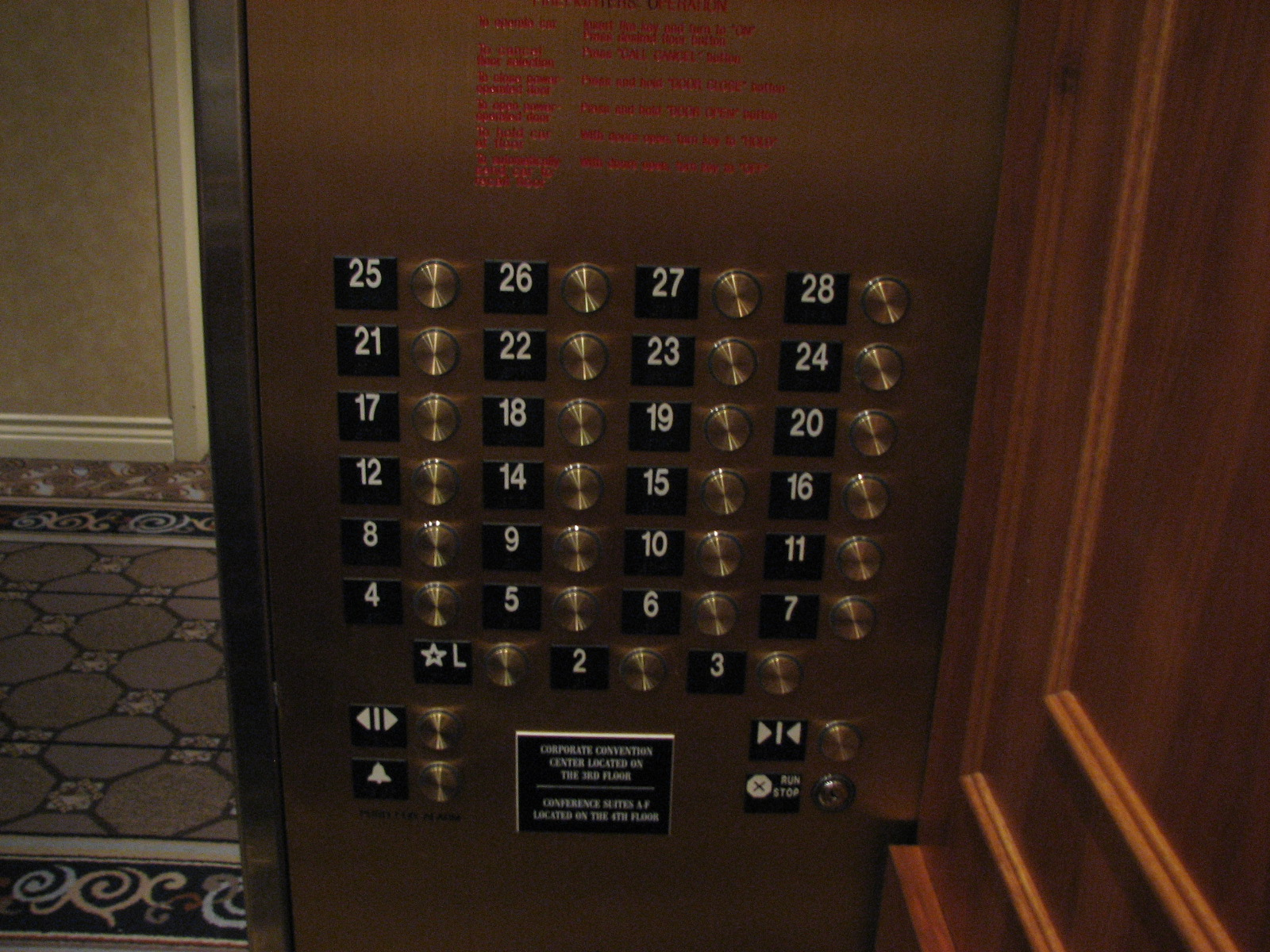
Schalttafel im Aufzug eines Hochhauses; es gibt keinen Knopf für das 13. Stockwerk

Triskaidekaphobie (aus altgriechisch τρεισκαίδεκα treiskaídeka, deutsch ‚dreizehn‘, und φόβος phóbos, deutsch ‚Furcht‘) wird die abergläubische Angst vor der Zahl Dreizehn genannt. Verbreitet ist die Furcht vor dem Kalenderdatum Freitag, dem 13.; die phobische Störung in Bezug auf diesen Tag wird auch Paraskavedekatriaphobie genannt (über lateinisch parasceuē oder parascēves, dies von altgriechisch παρασκευή paraskeuḗ, deutsch ‚Freitag‘). Diese kann sich derart äußern, dass Betroffene Reisen und Termine absagen oder sich an einem Freitag, der auf den Dreizehnten des Monats fällt, gar nicht aus dem Bett trauen. Eine Auswertung von Krankmeldungen der Jahre 2006 bis 2008 ergab, dass an solchen Freitagen drei- bis fünfmal so viele Arbeitnehmer krankgeschrieben sind wie im Durchschnitt. Gleichzeitig zeigt eine Auswertung der Zürich Versicherung, dass an Freitagen, die auf den 13. eines Monats fallen, signifikant weniger Schadensfälle verzeichnet werden als an allen anderen Freitagen im Jahr.

## Herkunft
Da nach dem Lunisolarkalender manche Jahre 13 Monate haben müssen, war die 13 bei Völkern, die einen solchen Kalender verwendeten, eine heilige Zahl und wurde erst später als heidnisch bezeichnet, da der Gregorianische Sonnenkalender und der islamische Mondkalender immer zwölf Monate zählen. Bei den Germanen galt die 13 als Glückszahl: Zwölf weise Männer seien auf See gefahren, um die Lex Frisionum zu verfassen, in einem aufkommenden Sturm sei dann ein dreizehnter Mann erschienen, habe das Steuer übernommen, das Schiff durch den Sturm gesteuert, den zwölf Weisen abschließend das Gesetz der Friesen diktiert und sei dann wieder verschwunden. Bei den Japanern gilt die 13 als Glückszahl. In der jüdischen Tradition ist die Dreizehn ebenfalls eine Glückszahl und ein Symbol Gottes, weil sie über der Zwölf steht.
Auch der Tag ist in zwölf Stunden vor dem Mittag und zwölf Stunden nach dem Mittag eingeteilt – was allerdings weniger mit der Vermeidung der Zahl 13, sondern damit zu tun hat, dass die Zahl Zwölf so viele Teiler hat.  Die Redensart „Jetzt schlägt’s 13“ meint ein ungewöhnliches Ereignis.

## Beispiele

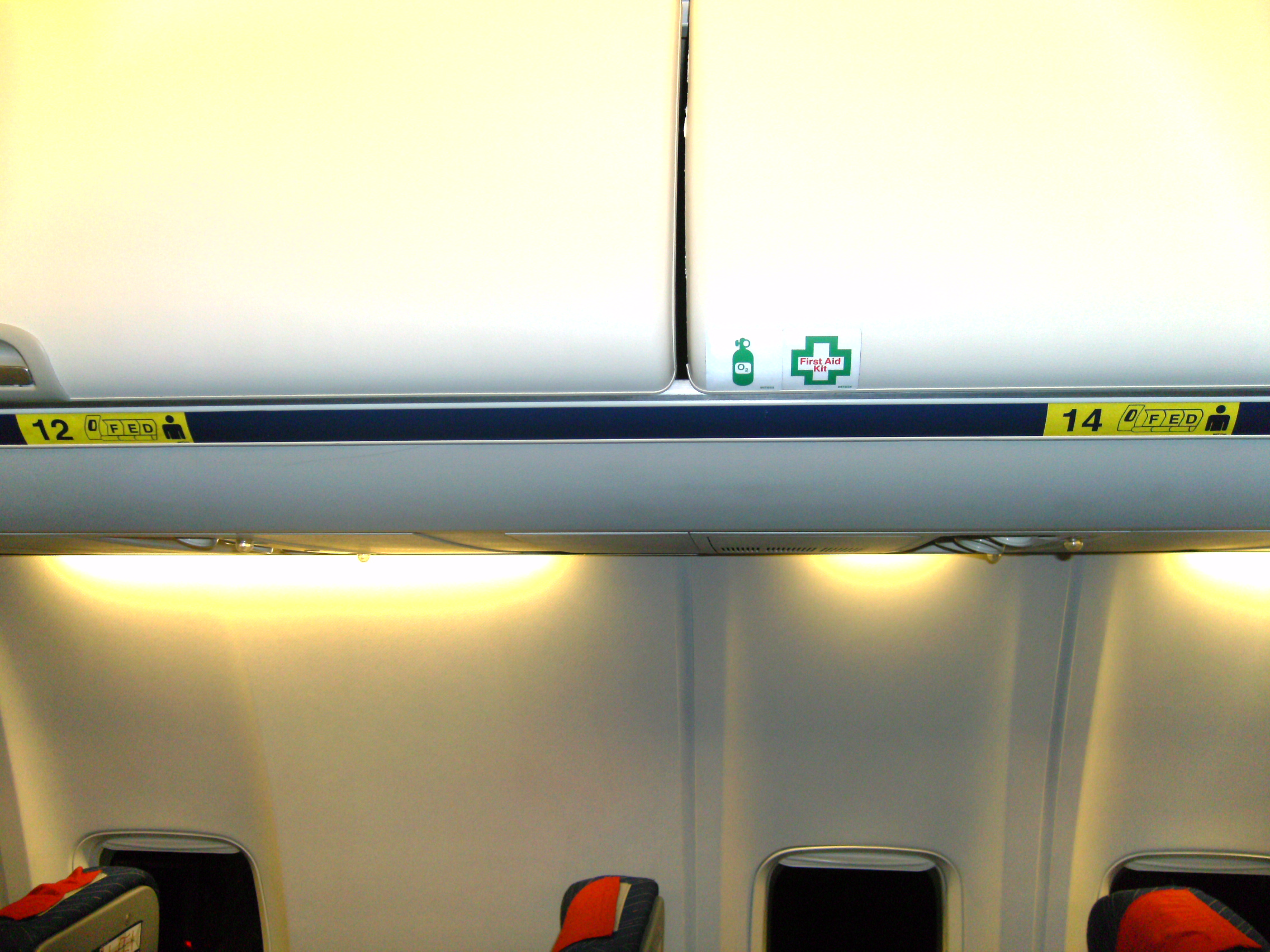
Sitzreihen in einem Flugzeug: Auf die 12. Reihe folgt die 14. Reihe.

In manchen Hochhäusern fehlt in der Nummerierung die 13. Etage, so dass auf den 12. Stock direkt der Stock mit der Nummer 14 folgt. Analog wird auch bei Schiffen das 13. Deck oft in der Nummerierung übersprungen. Auch bei Hotelzimmern fehlt häufig die Nummer 13. Des Weiteren haben die meisten Fluglinien keine 13. Sitzreihe in ihren Maschinen. Auch in der Formel 1 wurde bei der Nummerierung der Fahrzeuge bis zum Jahr 2013 die 13 nicht benutzt. Der Flughafen Ronald Reagan Washington National Airport in Washington, D.C. hat im Terminal B kein Gate 13. Nach der Straßenbahnlinie 12 der ehemaligen Magdeburger Vorortbahn folgte die Linie 14 zwischen Magdeburg und Schönebeck.
Das Weihenstephaner Bräustüberl in Freising wird von Studenten der TU München als „Hörsaal 13“ bezeichnet. Am Campus Freising-Weihenstephan existiert offiziell kein Hörsaal mit der Nummer dreizehn.
Als bekannter Triskaidekaphobiker galt der Komponist Arnold Schönberg.
In Deutschland wurde nach dem Zwölften Buch Sozialgesetzbuch am 12. Dezember 2019 das Vierzehnte Buch Sozialgesetzbuch erlassen. Ein Dreizehntes Buch Sozialgesetzbuch soll es nicht geben.

## Quatorzième
Quatorzième („der Vierzehnte“) war eine Bezeichnung für berufsmäßige Gäste privater Gesellschaften im Paris des Fin de siècle, an der Wende zwischen dem 19. und 20. Jahrhundert. Ein Quatorzième besuchte – mit oder ohne Bezahlung – in angemessener Kleidung eine Gesellschaft, um zu verhindern, dass 13 Gäste an einer Tafel sitzen (daher die Bezeichnung). In einem französischen Unterhaltungsjournal von 1870 wird – mit Bezug auf einen Nachruf in einer Londoner Zeitung – namentlich ein John Andrew Malketh erwähnt, der 500.000 Francs hinterließ, nachdem er 35 Jahre als Quatorzième gearbeitet hatte.